# Monumento di Lihula
Il monumento di Lihula (in estone Lihula monument) è il nome attribuito a un monumento che commemora gli estoni che combatterono per l'Estonia contro l'Unione Sovietica nella seconda guerra mondiale, situato in un museo privato a Lagedi, in Estonia. Il monumento è finito al centro di controversie in quanto è dedicato anche a quegli estoni che hanno prestato servizio nella Wehrmacht tedesca e in particolare nelle Waffen-SS.
Il monumento è stato spostato due volte prima di finire nella posizione attuale. Era stato originariamente installato a Pärnu nel 2002, ma rimosso solo nove giorni dopo che il primo ministro Siim Kallas aveva condannato la statua. La statua è stata poi collocata a Lihula nel 2004, per essere infine installata a Lagedi il 15 ottobre 2005.

## Descrizione
Il monumento raffigura un soldato in uniforme militare, con l'elmo tedesco Stahlhelm,  la bandiera estone al polso e il simbolo "mano con la spada" della Croce della Libertà sul colletto. Non ci sono simboli puramente collegati al nazismo sul monumento. Si compone di un bassorilievo in bronzo e di una tavoletta di dedica montata su una lastra verticale di granito. La tavoletta recita: "Agli uomini estoni che hanno combattuto nel 1940-1945 contro il bolscevismo e per il ripristino dell'indipendenza estone".

## Controversie
Poiché la dedica includeva coloro che prestavano servizio nel reggimento di "Fanteria finlandese 200", la Wehrmacht e in particolare le Waffen SS, numerose organizzazioni condannarono il monumento; in particolare il Simon Wiesenthal Center ha emesso una comunicato ufficiale di protesta, affermando che il monumento glorifica "coloro che erano disposti a sacrificare la propria vita per aiutare a raggiungere la vittoria della Germania nazista". Lo storico israeliano Efraim Zuroff ha aggiunto che il monumento sarebbe "un tentativo fuorviante di riscrivere la storia e di trasformare i collaborazionisti nazisti in eroi estoni. Ciò non sorprende in un Paese che non è riuscito a perseguire un solo criminale di guerra nazista estone e in cui un sondaggio d'opinione ha rivelato che il 93% dell'opinione pubblica si oppone all'istituzione di una giornata commemorativa per le vittime dell'Olocausto". Il monumento ha causato preoccupazione tra alcuni funzionari e organizzazioni ebraiche, tra cui il rabbino capo dell'Estonia e la Federazione delle comunità ebraiche russe.
Il monumento è stato considerato controverso anche dall'ex primo ministro Juhan Parts, che lo ha definito come una "provocazione". Sono circolate numerose voci sul soldato raffigurato sul monumento che indossava il simbolismo nazista, e costituiva quindi un tentativo di glorificare il nazismo. Poiché sul bassorilievo non è presente alcun simbolismo di questo tipo, a volte le voci hanno assunto la forma che questi simboli siano stati rimossi tra la prima e l'attuale installazione.
Un'analisi semiotica del professor Peeter Torop dell'Università di Tartu, incaricata dal dipartimento di polizia di Lihula di analizzare l'installazione, ha concluso che nel bassorilievo non compaiono simboli nazisti o delle SS. Ha sottolineato che la composizione del monumento era "indebitamente militarista", concludendo che il monumento potrebbe essere definito "controverso" data la sua somiglianza con i manifesti di mobilitazione in tempo di guerra.

## Spostamento del monumento
Nel 2004, poco dopo la sua apertura, il governo estone si è opposto all'inaugurazione del monumento e alla fine ne ha ordinato la rimozione.
Una gruppo di persone che protestavano contro la rimozione del monumento, ha bloccato che la gru alle porte del cimitero, impedendogli il passaggio. In seguito è stata quindi chiamata la polizia antisommossa che si è scontrata con i manifestanti, i quali hanno iniziato a lanciare pietre contro di loro e contro il conducente della gru. Dopo gli scontri, i manifestanti sono stati respinte usando gas lacrimogeni e alcuni poliziotti sono stati trasportati in ospedale per ferite lievi.
Dopo la rimozione del monumento, è stato successivamente collocato il 15 ottobre 2005 sul terreno del Museo privato della lotta per la libertà dell'Estonia a Lagedi vicino a Tallinn. Il monumento non è stato più spostato.
Il Partito popolare conservatore dell'Estonia ha dichiarato di voler riportare la statua a Lihula.